# トリニダード・ラピッド鉄道
トリニダード・ラピッド鉄道（英: Trinidad Rapid Railway）は、トリニダード・トバゴ共和国（通称：トリニダード・トバゴ）にて計画された旅客鉄道システムである。

## プロジェクト

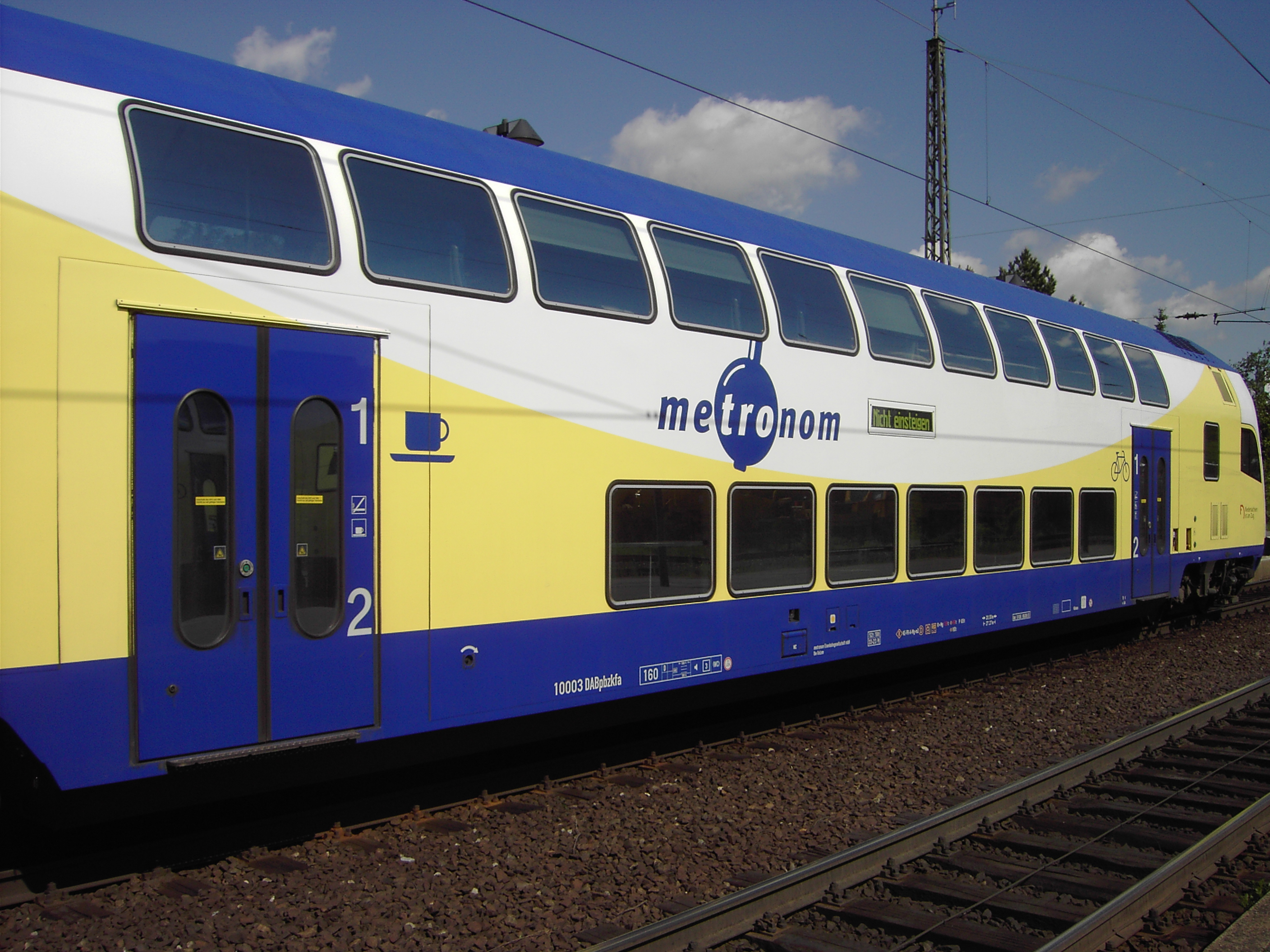
トリニダード・ラピッド鉄道向けに使用することが計画された、2階建て客車の例。

2008年4月11日に、トリニダード島において2つの新しい旅客鉄道路線の計画および建設をするために、アルストム・トランスポール社 (Alstom Transport SA) 、アルストムT&T社 (Alstom T&T Ltd) 、ブイグ建設 (Bouygues Construction) およびRATP開発 (RATP Développement) のトリニトレイン (TriniTrain) 協会が政府によって選ばれたと発表された。
WSPは、ルートに関して政府に助言している。
2009年4月28日のパトリック・マニング (Patrick Manning) 首相（当時）との会談では、コルム・アンベール (Colm Imbert) 労働運輸相 (Minister of Works & Transport) が、ナショナル・インフラストラクチャー・デベロップメント・カンパニー・リミテッド (NIDCO: National Infrastructure Development Company Limited) による詳細として、およそ36〜39ヵ月後に最初の列車が首都で初公開されるとともに、トリニダード・ラピッド鉄道の建設が2010年中頃より開始されると述べている。
2010年9月に、当プロジェクトが廃棄された。
2015年に、ローリー博士 (Dr. Rowley) 新首相の政権下で、当プロジェクトが再始動された。
悲しいことに、トリニダード・トバゴの経済に影響を及ぼしている石油価格の下落により、2016年に当プロジェクトが再び廃棄された。

## 路線
- セント・オーガスティン（英語版） (St Augustine) の西インド諸島大学 - サン・フェルナンド (San Fernando) 間50キロメートル（北-南）
- ウェストムアイングス（英語版） (Westmoorings) - サングレ・グランデ（英語版） (Sangre Grande) 間54キロメートル（西-東）

路線は、ウェストムアイングスからポート・オブ・スペイン (Port of Spain) を通ってセント・オーガスティンへ、セント・オーガスティンからアリマ (Arima) へ、およびアリマからサングレ・グランデへ、そしてポート・オブ・スペインからチャグアナス (Chaguanas) へ、およびチャグアナスからサン・フェルナンドへの、5つの区間で同時に建設する計画であった。
政府に雇われたコンサルタントは、高架プラットホームの建設用地の取得費用および首都の内外を往来する列車に乗車するための乗り換えでの混雑のために、密かに鉄道獲得の代替案を調査していた。